# Петропавловка (Краснозёрский район)
Петропа́вловка — село в Краснозёрском районе Новосибирской области. Входит в состав Мохнатологовского сельсовета.

## География
Село Петропавловка расположено на берегу реки Карасук, напротив более крупного села Мохнатый Лог. Расстояние от Петропавловки до районного центра, посёлка Краснозёрское, расположенного к западу от села, 30 километров. Рядом с селом проходит автомобильная дорога «Новосибирск — Павлодар».

## Население
| 2002 | 2007 | 2010 |
| ---- | ---- | ---- |
| 855  | ↘836 | ↘705 |

По этническому составу население представлено многими национальностями: русскими, немцами, украинцами, белорусами, татарами и казахами. Население по состоянию на 2019 год — 771 человек.

## История
Село было основано в 1891 году. На момент переписи 1898 года в Петропавловке было 316 хозяйств и проживало 2218 душ обоего пола.
Основали его 3 переселенческие семьи из Саратовской губернии и 1 бывший житель Пензы. В этом же году к ним присоединились 18 семей из Полтавской и Харьковской губерний. Позднее посёлок пополнялся переселенцами из Рязанской, Воронежской и Тобольской губерний, а также пришлыми крестьянами из окрестных деревень.
В нём была 1 мелочная лавка, торговать ездили в Карасук (за 100 вёрст от села) и в село Кресты. В селе построили церковь, которая впоследствии была разрушена..
Во время Великой Отечественной войны на фронте погибло 687 жителей села.

## Достопримечательности
В селе расположен уникальный музей, часть экспозиции которого находится под открытым небом. Основатель музея — Николай Моисеевич Бахмацкий (1937—2011). Дата основания музея — 10 января 1937 года. В 1999 году ему был придан статус государственного. В музее представлена экспозиция — реконструированная в 2005 году улица первых поселенцев, на которой находятся баня, кузница, землянка, колодец, два дома: пластянка (из обмазанных глиной пластов земли), второй построен из самана (глина и солома). Среди экспонатов музея, выставленных под открытым небом, раритетная сельскохозяйственная техника (например, трактор Т-100) и автомобиль УралЗИС-355М. Из других экспонатов — буфет ручной работы 1946 года, деревянная кровать начала XX века, коллекция рушников (расшитое полотенце) и другие старинные предметы быта, материалы Великой Отечественной войны и сталинских репрессий.
Из других достопримечательностей села — памятник павшим в годы Гражданской и Великой Отечественной войны.

## Инфраструктура
В селе работают фермерские хозяйства, есть детский сад, основная общеобразовательная школа, отделение милосердия для престарелых и инвалидов районного комплексного центра социального обслуживания населения.

## Известные жители и уроженцы
- Кривошей, Надежда Михайловна (1921—2005) — Герой Социалистического Труда.
- Лысенко, Фёдор Кузьмич (1912—1986) — Герой Социалистического Труда.
- Наседкин, Михаил Васильевич (1929—1998) — работник завода «Тяжстанкогидропресс», лауреат Государственной премии СССР (1978)[18].